# Кешереу
Кешереу (рум. Cheșereu) — село у повіті Біхор в Румунії. Входить до складу комуни Керекіу.
Село розташоване на відстані 453 км на північний захід від Бухареста, 42 км на північ від Ораді, 133 км на північний захід від Клуж-Напоки.

## Населення
За даними перепису населення 2002 року у селі проживали 1080 осіб.
Національний склад населення села:
| Національність | Кількість осіб | Відсоток |
| -------------- | -------------- | -------- |
| угорці         | 911            | 84,4%    |
| цигани         | 150            | 13,9%    |
| румуни         | 19             | 1,8%     |

Рідною мовою назвали:
| Мова      | Кількість осіб | Відсоток |
| --------- | -------------- | -------- |
| угорська  | 1062           | 98,3%    |
| румунська | 16             | 1,5%     |